# Usecasediagram

Usecasediagram van een restaurant bedrijf.

Een usecasediagram in de Unified Modeling Language is een diagram dat wordt gedefinieerd en verder ontwikkeld door usecase-analyse. Usecasediagrammen worden voornamelijk gebruikt in software engineering om de requirements van een systeem in kaart te brengen.
Het doel van het usecasediagram is om een grafisch overzicht te geven van de functionaliteiten van een systeem in termen van actoren, hun bedoeling uitgedrukt als usecases en de onderlinge relaties tussen deze usecases.

## Overzicht
Usecases zijn een middel om het gewenste gebruik van een systeem te specificeren. Ze worden gebruikt om de requirements van een systeem te bevatten, en wel in termen van wat een systeem behoort te doen. De sleutelbegrippen in verband met usecases zijn actoren, usecases en het subject. Het subject is het te beschouwen systeem waarop de usecase betrekking heeft. De gebruikers en andere systemen die inwerken op het subject worden actoren genoemd. Actoren staan voor entiteiten buiten het systeem. Het gewenste gedrag van een subject kan gespecificeerd worden door een of meerdere usecases en kan gedefinieerd worden volgens de wensen van de actor.
De voornaamste bedoeling van een usecasediagram is te tonen welke systeemfuncties uitgevoerd worden voor welke actoren. Hierbij kunnen actoren in verschillende rollen worden voorgesteld. Usecasediagrammen zijn formeel onderdeel van twee modelleertalen gedefinieerd door de Object Management Group (OMG). Zowel UML als SysML bieden een grafische notatie voor het modelleren van usecases met diagrammen. Een beperking van beide standaarden is dat ze geen formaat definiëren voor het beschrijven van usecases. De grafische notaties zijn vooral van belang voor de documentatie van de usecases, om vast te leggen voor welk doel iedere actor het systeem gebruikt.
Het usecasediagram kan de positie of context tonen van de usecase tussen andere usecases. Het kan werken als een organisatiehulpmiddel. Een consistente en coherente set usecases kan een bruikbaar beeld van het systeemgedrag bieden, en dit kan een gemeenschappelijk inzicht vormen van de klant, eigenaar en gebruiker enerzijds en het ontwikkelingsteam anderzijds.
Bij wijze van voorbeeld toont de eerste figuur een eenvoudig restaurantsysteem. Usecases zijn hier weergegeven met ovalen, en de actoren zijn weergegeven met de gestileerde figuren. De "Klant actor" kan eten bestellen en optioneel wijn bestellen, hij kan het voedsel eten en optioneel wijn drinken enzovoort. Met de rechthoekige doos zijn de grenzen van het restaurantsysteem gedefinieerd, en hier zijn de usecases bezien als onderdeel van het te modelleren systeem, en de actoren niet.

## Bouwstenen

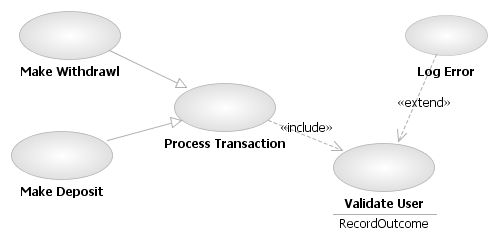
Voorbeeld van usecaserelaties.

De belangrijkste bouwstenen van een usecasediagram zijn:
- De actor,
- usecaserelaties:
  - de "classifier",
  - de "ExtensionPoint",
  - de "Include",
- en de usecase.